# ألفارو أورتيز
ألفارو أورتيز (بالإسبانية: Álvaro Ortiz) (19 فبراير 1978 بمدينة مكسيكو في المكسيك - ) هو لاعب كرة قدم مكسيكي في مركز الدفاع. شارك مع منتخب المكسيك لكرة القدم. أما مع النوادي، فقد لعب مع نادي أمريكا ونادي بويبلا ونادي غوادالاخارا.

## وصلات خارجية
- ألفارو أورتيز على موقع قاعدة بيانات كرة القدم.إي يو (الإنجليزية)
- ألفارو أورتيز على موقع ناشيونال فوتبول تيمز (الإنجليزية)